# Охотничьи рассказы (Честертон)
«Охотничьи рассказы» (Tales of the Long Bow) — сборник рассказов Г. К. Честертона.

## Название
Оригинальное название книги звучит как «Tales of the Long Bow», что буквально переводится как «Рассказы о длинном луке». По мнению биографа писателя, это потому что «длинный лук — это традиционное оружие упорного английского йомена, который сражается за свой дом». Кроме того, идиома «Draw a long bow» означает «врать, преувеличивать».

## История создания
Отдельной книгой был напечатан в июне 1925 года (изд. Cassell, Лондон). Перед этим рассказы были опубликованы в журнале Storyteller с июня 1924 по март 1925 года.
Известно, что уже в 1908 году Честертон дал в The Daily News короткую басню под названием «The Long Bow», рассказывающую о группе четырёх мужчин, которые входят в «Лигу длинного лука», воспевающую героических английских лучников и беспримерную доверчивость английской нации. Очевидно, спустя десятилетия это послужило толчком к созданию нового произведения. Издано по-русски как «Искусство быть лучником» (пер. Г. Панченко, в сборнике «Мое преступление», Харьков, 2019).

## Содержание
В данном сборнике Честертон применяет свою любимую структуру для рассказов (тех, где не фигурирует отец Браун): он рассказывает о друзьях, нескольких членах одного и того же клуба, отличающихся эксцентричным поведением (типаж буффона). В данном случае клуб называется League of the Long Bow, а сквозной темой поступков персонажей становится воплощение в реальность английских идиом, пословиц-нонсенсов, типа «съесть свою шляпу» или «поджечь Темзу» (т. н. адинатоны). В каждом из рассказов есть ключ, объясняющий события другого рассказа, и читать их отдельно не имеет смысла, только как единый роман.
В отличие от многих других сборников рассказов Честертона — это не детективное расследование преступлений, а трагикомические истории о загадочных инцидентах, причем большинство из них рассказывают о том, как главный герой (обычно характеризумый автором как немолодой или пожилой), влюбляется и в конце счастливо женится (по пути воплотив поговорку в реальность).
|   | Название                                                                                         | Англ. яз.                                            | Поговорка                                                                     | Описание |
| - | ------------------------------------------------------------------------------------------------ | ---------------------------------------------------- | ----------------------------------------------------------------------------- | --- |
| 1 | Неприглядный наряд полковника Крейна (Вегетарианская шляпа; Неприличный наряд полковника Крейна) | The Unpresentable Appearance of Colonel Crane        | I’ll eat my hat (Съесть свою шляпу)                                           | Полковник надевает кочан капусты.                                                                              |
| 2 | Нежданная удача Оуэна Гуда (Необычайные успехи Овен Худа; Поразительный подвиг Оуэна Гуда)       | The Improbable Success of Mr. Owen Hood              | to set the Thames on fire (Поджечь Темзу)                                     | Юрист Оуэн Гуд борется с политиком, выдвинувшим свою кандидатуру.                                              |
| 3 | Драгоценные дары капитана Пирса (Рассказ о свинине, летчике и английских законах)                | The Unobtrusive Traffic of Captain Pierce            | When pigs fly (Когда свиньи полетят)                                          | Летчик капитан Пирс пытается заслужить любовь девушки, дочери трактирщика, содержателя свиней.                 |
| 4 | Загадочный зверь пастора Уайта                                                                   | The Elusive Companion of Parson White                | White elephant (Белый слон)                                                   | Пастор Уайт пишет загадочные письма о некой Снежинке.                                                          |
| 5 | Исключительная изобретательность Еноха Оутса                                                     | The Exclusive Luxury of Enoch Oates                  | Make a silk purse of a sow’s ear (Из свиного уха шелковый кошелек не сошьешь) | Американский миллионер Оутс приходит на обед в клуб и рассказывает о своем бизнесе. Прототипом был Генри Форд. |
| 6 | Удивительное учение профессора Грина                                                             | The Unthinkable Theory of Professor Green            | The cow jump’d over the moon (Корова прыгнула через луну)                     | Астроном живёт в деревне и влюбляется в коровницу.                                                             |
| 7 | Причудливые постройки майора Блейра                                                              | The Unprecedented Architecture of Commander Blair    | Building castles in the air (Строить воздушные замки)                         | Герои переходят в фазу активной политической деятельности, занимаются агитацией и раскидывают листовки         |
| 8 | Победа любителей нелепицы                                                                        | The Ultimate Ultimatum of the League of the Long Bow |                                                                               | Финал, где рассказывается, как революция, устроенная членами Лиги, победила.                                   |

### Перевод
В 1926 году в московском издательстве «Огонек» часть рассказов была опубликована в сборнике, озаглавленном «Вегетарианская шляпа», переводчиком выступила некто Б. Болеславская. Это были три первых рассказа книги, варианты перевода их названия отличаются от общепринятых (в таблице — вторые варианты названий, курсивом).
В 1981 году в Кемерове вышел сборник «Рассказы», составителем и переводчиков текстов в котором была Наталья Трауберг. В нём, среди других текстов, были опубликованы 1-й и 2-й рассказы книги, под другими названиями (в таблице — третьи варианты названий, курсивом).
В 1990 году в издании «Избранные произведения в трех томах» Трауберг удалось опубликовать весь сборник, под общепринятыми ныне названиями.

## Оценка
После выхода книгу назвали «distributist novel», подразумевая проповедь в ней автором социально-экономической теории дистрибутизм. Биограф писателя Э. Стоун Дейл пишет, что это «еще одна из честертоновских книг, так называемых „дистрибутистскими“, первой из них является „Человек, который знал слишком много“. Эти рассказы повествуют о дистрибутистской аграрной революции, они опубликованы именно тогда, когда Ллойд Джордж пытался оживить либеральную партию новой схемой раздачи земли, которая в реальности была её национализацией».
Рецензенты во времена Честертона хвалили книгу. «Санди Таймс» писала, что Честертон был «законным преемником Рабле и Свифта», причем в книге «нонсенс неразрывно сочетается с большей мудростью, чем способны показать большинство „серьезных“ писателей». Сэр Джон Сквайр назвал сборник книгой, «о которой не мог подумать ни один живой или мертвый человек». Он признал величие Честертона как писателя, обладающего непревзойденным умением заставлять нас видеть вещи так, как будто они видят их впервые: «Его способность играть пословицами и стандартными метафорами во многом зависит от его способности видеть, что они означают, и игнорировать их. есть в наличии. Он следит за каждым словом». Американский рецензент счел её крайне юмористической. Современный исследователь пишет, что это «честертоновская антикоммунистическая утопия», и что книгу можно воспринимать как ремейк «Вестей ниоткуда» Уильяма Морриса (1890) той эпохи, когда социализм уже существует на самом деле.
Современный словарь фантастики и фэнтези считает, что в нём есть фантастические мотивы. Книга Пратчетта и Геймана «Добрые предзнаменования» начинается с посвящения «Авторы присоединяются к демону Кроули и посвящают эту книгу памяти Г. К. Честертона — человека, который знал, что происходит», а затем в ней поджигают Темзу.